# Las manos en los bolsillos
Las manos en los bolsillos (en italiano: I pugni in tasca) es una película dramática satírica  italiana de 1965 escrita y dirigida por Marco Bellocchio y protagonizada por Lou Castel. Fue el primer largometraje de Bellocchio y se convirtió en una de las películas más aclamadas por la crítica del año.    La obra se centra en un joven que sufre de epilepsia y que planea el asesinato de los miembros de su familia disfuncional.  
En 2008, Las manos en los bolsillos fue incluida en la lista de las 100 film italiani da salvare del Ministerio de Patrimonio Cultural de Italia, una lista de 100 películas que "han cambiado la memoria colectiva del país entre 1942 y 1978" 

## Trama
Cuatro hermanos, una hermana y tres hermanos, viven con su madre ciega y viuda en una villa de provincia. Los hermanos menores, Alessandro y Leone, son epilépticos, mientras que su hermana Giulia, con quien Alessandro comparte una atracción incestuosa, sufre trastornos mentales. Augusto, el hermano mayor y aparentemente cuerdo, es el único sustentador de la familia. Cuando la prometida de Augusto, Lucía, recibe una carta anónima cuya destinataria dice estar embarazada de él, se da cuenta inmediatamente de que ha sido escrita por Giulia. Alessandro, que está disgustado con su familia, decide que Augusto sería libre de vivir con Lucía si se deshicieran de la madre y los otros hermanos, aunque al mismo tiempo envidia la posición dominante de su hermano mayor.
Alessandro se las arregla para que le permitan llevar a su madre, a Leone y a Giulia en su viaje periódico a un cementerio, fingiendo que aprobó el examen de conducir cuando en realidad reprobó. Después de irse, Augusto lee una nota de Alessandro diciendo que los mataría a todos y a él mismo. Debido a un enfrentamiento con otro piloto, que, animado por Giulia, desemboca en una carrera de coches, abandona su plan y todos regresan a casa sanos y salvos, donde Augusto abofetea a Alessandro. Algún tiempo después, Alessandro lleva a su madre a dar un paseo. Se detienen en un mirador y Alessandro empuja a su madre por el acantilado a la muerte. Durante el velorio, le confiesa su crimen a Giulia, pero ella no lo delata.
Después del funeral de la madre, Alessandro mata a Leone dándole una sobredosis de su medicación y ahogándolo en la bañera. Giulia se da cuenta de que Alessandro mató a Leone y, en estado de shock, cae por las escaleras, dejándola postrada en cama. Alessandro intenta asfixiar a la dormida Giulia con una almohada, pero no lo consigue. Sufre otro ataque epiléptico y muere, ante la mirada de su hermana, que no interviene.

## Elenco
- Lou Castel como Alessandro (Ale)
- Paola Pitagora como Giulia
- Marino Masè como Augusto
- Liliana Gerace como la madre
- Pier Luigi Trogilio como Leone
- Jeannie MacNeil como Lucia
- Irene Agnelli como la prostituta
- Celestina Bellocchio como la muchacha de la fiesta
- Stefania Troglio como la sirvienta
- Gianni Schicchi como Tonino

## Producción
Bellocchio había basado su guion de Las manos en los bolsillos (originalmente titulado "Epilepsia" antes de finalmente tomar su nombre de un poema de Arthur Rimbaud) parcialmente en su propia biografía.  Después de repetidos rechazos por parte de los productores, entre ellos Tullio Kezich de la compañía cinematográfica 22 dicembre, la película fue producida por la pequeña compañía independiente Doria Cinematografica y financiada con la ayuda de los hermanos Bellocchio, quienes actuaron como garantes de un préstamo bancario de 20 millones de liras.  El rodaje tuvo lugar en Piacenza  y en los alrededores de Imola,  incluida la villa de la madre de Bellocchio.   Debido al ajustado presupuesto, el director tuvo que abandonar su plan original de elegir a Maurice Ronet como Augusto y a Susan Strasberg como Giulia, trabajando en su lugar con un elenco de actores entonces desconocidos.  El cantante Gianni Morandi, que en un momento dado había expresado su interés en interpretar el papel de Alessandro, se vio impedido por su compañía discográfica.  El joven actor sueco Lou Castel, a quien Bellocchio había conocido en el Centro Experimental de Cine y que finalmente interpretó el papel de Alessandro, tuvo su voz doblada por Paolo Carlini.  Ennio Morricone, quien, según sus palabras, encontró en Bellocchio un "deseo de experimentar" que él mismo poseía, aceptó componer la banda sonora de la película. 

## Recepción
A Las manos en los bolsillos no se le permitió ser proyectada en el Festival Internacional de Cine de Venecia y se estrenó en el Festival Internacional de Cine de Locarno de julio de 1965,   donde recibió la Vela de Plata.  Aunque en su mayoría fue bien recibida por los críticos, la película fue atacada por miembros del partido Democracia Cristiana por su retrato de la familia  y rechazada por los directores Luis Buñuel y Michelangelo Antonioni, dos de los cineastas favoritos de Bellocchio.   Por otra parte, el director y escritor Pier Paolo Pasolini expresó su respeto en una carta a Bellocchio, calificando su película como representante de un "cine en prosa" en el que prevalece el contenido en lugar del estilo, y que había ido más allá del neorrealismo italiano. 
En su estreno, los críticos calificaron a Las manos en los bolsillos de película "diabólica y desagradable" cuyo punto fuerte era ser "poco convencional y libre" (Piacenza Oggi), "una obra que se sostiene por sí misma", convirtiendo el naturalismo en un "tour de force estilístico" (Italo Calvino, Rinascita), y a Bellocchio "muy probablemente un director de primer nivel" (Mario Soldati, Il Giorno).  Cuando se estrenó en Estados Unidos tres años más tarde, Maurice Rapf, de la revista Life, la tituló "una brillante y siniestra y dulce primera película", estableciendo paralelismos con The Little Foxes,  y Pauline Kael, de The New Yorker, habló de "seguramente uno de los debuts como director más asombrosos en la historia del cine". 
La guía cinematográfica de Reclam calificó: "Esta obra macabra y cruel es un símbolo de la decadencia de un orden burgués, cuyos defensores están acelerando su caída mediante un activismo ciego. Pero estas referencias socialmente críticas –para beneficio de la película– nunca se enfatizan explícitamente. Surgen, de manera casual e inevitable, de la atmósfera sofocante de una vieja villa solitaria cuyos habitantes vegetan en un estado de aburrimiento. Bellocchio ha retratado las etapas de la trama con brutal claridad. (…) “I pugni in tasca” se ha convertido en el inicio de un nuevo desarrollo en el cine italiano, un modelo para los directores que examinan críticamente los fundamentos de la sociedad italiana”.Jean De Baroncelli escribió en Le Monde: "Al atacar directamente la célula familiar, que en Italia es la más protegida y la más expuesta de todo el cuerpo social, denunciando con una violencia dispar la comedia de los buenos sentimientos que gobiernan las relaciones entre padres e hijos y entre ellos, Marco Bellocchio desafía también todas las demás convenciones morales, religiosas y burguesas que sofocan a sus héroes" El Evangelische Film-Beobachter llegó a la siguiente conclusión: “Utilizando el modelo microsocial de la decadencia de una familia noble italiana, Marco Bellocchio articula su estudio psicopatológico de un epiléptico así como su crítica de ciertas órdenes existentes en su país. Quien acepte este concepto extremo como ejemplo transferible no podrá escapar al carisma de la puesta en escena potente, naturalista y sutil de Bellocchio.
El Lexikon des internationalen Films afirma: “El debut como director de Marco Bellocchio cuenta la situación casi desesperada de la generación italiana de posguerra, que busca independizarse de las limitaciones psicológicas y sociales a través de la destructividad anárquica. “Un panfleto furioso de impresionante radicalidad y trascendencia”.
La Buchers Enzyklopädie des Films concluyó: "La primera película de Bellocchio es enigmática. En una interpretación política aparece como un análisis del estancamiento de la sociedad italiana contemporánea, pero la historia también tiene un significado por sí misma. Interpretada por aficionados o estudiantes de interpretación, transmite la naturaleza claustrofóbica de la familia y sus relaciones con una intensidad notable”.
El anuncio de la retrospectiva de Bellocchio en octubre de 2012 en el Cine Arsenal afirma: “El furioso debut de Bellocchio no fue nada menos que un ataque frontal a la sociedad italiana de posguerra, su rígida moral burguesa, sus convenciones huecas y su piedad hipócrita. Creada lejos de la industria cinematográfica oficial y realizada con los medios más simples, la película continúa impresionando. “Aquí se disecciona implacablemente a la familia como el núcleo de los males sociales y societarios”.
En años posteriores, los críticos e historiadores de cine interpretaron Las manos en los bolsillos como una ruptura inspirada del cine libre con la tradición fílmica o neorrealista   y, en la revuelta de su protagonista contra la familia, como un precursor artístico de las movimientos sociales de 1968   

## Premios
- Festival de Cine de Locarno 1965 Vela de Plata [15]
- Nastro d'Argento 1966 a la mejor historia original [30]

## Restauración
La película fue sometida a una restauración 4K a cargo del laboratorio L'Immagine Ritrovata de la Cineteca di Bologna, que finalizó en 2015.  La restauración fue financiada por la Cineteca di Bologna, Armani y Kavac Film, y supervisada por Bellocchio. 

## Legado
En 2024, Karim Aïnouz comenzó a rodar una nueva versión titulada Rosebush Pruning en la que los roles se intercambiarán por género. 